# Schwarzenbach, Niederösterreich
Schwarzenbach är en ort och kommun  i Österrike. Den ligger i distriktet Wiener Neustadt-Land i förbundslandet Niederösterreich, 60 kilometer söder om huvudstaden Wien. 